# Grup Excursionista Saltadiç
El Grup Excursionista Saltadiç fou una entitat excursionista de l'Hospitalet de Llobregat, que va ser fundada el 1918 i va desaparèixer el gener de 1939.

## Història
Dins l'etapa expansiva i popular de l'excursionisme a Catalunya, arribà a l'Hospitalet al primer terç del segle xx, quan un grup de joves de la ciutat que estimava la muntanya i sentia un gran respecte per la natura, s'associaren i crearen l'any 1918 la primera entitat excursionista a la ciutat, el Saltadiç. I tal com ocorregué amb la majoria d'entitats excursionistes de l'època, el Saltadiç va tenir un marcat component catalanista, i divulgà mitjançant les excursions tant els valors patriòtics, com la geografia, l'arqueologia, la història i els valors culturals de Catalunya. Alguns dels seus membres fundadors esdevindrien centrals en la història de l'excursionisme a l'Hospitalet, com Lluís Romaguera, Josep Navarro, Tomàs Alicart i Lluís Casas, entre d'altres.
Com altres entitats excursionistes, el Saltadiç facilitava mitjans i serveis als seus socis per a efectuar les seves excursions i activitats a la natura, com per exemple el servei de transport col·lectiu mitjançant autocars. Aquestes activitats i excursions fetes entre el 1918 i 1922 es practicaren tant a baixa i mitja muntanya (Conreria, Montserrat, Sant Miquel del Fai, Castell d'Eramprunyà, Sant Llorenç del Munt, entre d'altres), com a alta muntanya (Ulldeter, Alt Berguedà, entre d'altres). Un dels seus socis i participant d'aquestes activitats i excursions va ser el mestre i pedagog Miquel Romeu i Mumany.
El Saltadiç va superar l'etapa de més duresa i repressió de les llibertats polítiques i nacionals del cop d'estat del general Primo de Rivera (1923-1925). En aquella època l'entitat ja gaudia d'una secció infantil, un arxiu de fotografia i arqueologia i una biblioteca especialitzada en llibres de temàtica muntanyenca, però també de llibres d'història, biografies i cultura naturista.
El juny del 1927, el Saltadiç publicà el primer número del seu butlletí informatiu que es publicà mensualment fins al 1933.
Els inicis de la Guerra Civil provocà que les entitats excursionistes es paralitzessin per donar pas a les prioritats més pròpies de la contesa bèl·lica. Una bona part dels seus socis més actius i el jovent que les integraren marxaren als diferents fronts de combat. Aquest va ser el cas dels membres del Saltadiç, alguns dels quals van ser mobilitzats per prestar serveis a la rereguarda.
La postguerra significà una gran recessió en l'excursionisme català. El totalitarisme i la repressió de la nova dictadura franquista va fer desaparèixer el 90% de totes les associacions creades al llarg de les dècades precedents. Una d'aquesta va ser el Grup Excursionista Saltadiç, que el gener de 1939 es va veure obligada a tancar portes en no poder seguir defensant els seus ideals i en haver d'exiliar-se molts dels seus socis.
Anys més tard, antics socis del Saltadiç tornaren a reorganitzar l'excursionisme de l'Hospitalet, associant-se de nou per crear el 1952, amb el nom Hospitalet de Llobregat-Centre, la delegació local de la UEC, que finalment passaria a denominar-se Club Muntanyenc l'Hospitalet.